# Mesojeda rastlina
Mesojede rastline (tudi žužkojede rastline) so rastline, ki pridobivajo del hranilnih snovi iz ujetih živali, največkrat žuželk in drugih členonožcev. Uspevajo na mineralno revnih rastiščih, posebej v pomakanju mineralnega dušika in fosforja, kot so: močvirjih, barjih, šotišču, in na nekaterih skalnih podlagah.
Prilagojene so za lovljenje in prebavljanje majhnih živali. Mesojede rastline živali hkrati privabijo, ujamejo, usmrtijo, prebavijo in posrkajo hranilne snovi. Lovljenje jim omogočajo posebej oblikovani listi, ki imajo funkcijo pasti, v katero se živali največkrat prilepijo, mesojeda rastlina pa jih nato zapre vase in predela s pomočjo encimov. Živali so za rastlino alternativni vir dušika, beljakovin, maščob, jedrnih snovi in ogljikovih hidratov, katerih ne more pridobi iz tal.
Prvo obširno razpravo o razvoju in delovanju mesojedih rastlin je napisal leta 1875 Charles Darwin.

## Način ulova
Mesojede rastline lovijo na različne način:
1. živali se prilepijo na tekočino: rosika (Drosera), mastnica (Pinguicula), Drosophyllum, Byblis
2. živali padejo v vrček: saracenija (Sarracenia), Malajska vrčnica (Nepenthes), Heliamphora, Cephalotus, kobrovka (Darlingtonia)
3. živali se ujamejo v past, ki se zapre: muholovka (Dionaea), mešinka (Utricularia), vodno kolesje (Aldrovanda)

### Živali se prilepijo na tekočino
Rastlina izloča lepljivo snov, ki je sestavljena iz polisaharidov. Ko je žival ujeta, se pričnejo proti žrtvi približevati še okoliški žlezni laski, ki žrtev porivajo proti središču lista. Če je žrtev velika, se okoli nje ovije ves list.

### Živali padejo v vrček
Živali, ki se sladkajo z nektarjem na ustju vrčka, padejo v globino. Od tam je povratek le redko uspešen, saj ga ovirajo gladke stene, tesen prostor, za nameček ga otežujejo še navidezne odprtine. Žuželkam kmalu poide energija in obmirujejo v notranjosti vrčka. Na dnu vrčka se nahajajo prebavni encimi, ki utopljeno žrtev razgradijo, da rastlina pridobi manjkajoče anorganske snovi.

### Živali se ujamejo v past, ki se zapre
Mehanizem zaznavanja in zapiranja pasti se sproži, ko žival premakne čutne dlačice v pasti. Signal potuje v ionski obliki do celic zapiralk, ki nenadoma izgubijo svojo notranjo trdnost (turgor), in tako se listne ploskve stisnejo.

### Psevdomesojede rastline
V to skupino sodijo rastline, ki živali samo privabijo, ujamejo in ubijejo, vendar jih ne prebavijo ali vsrkajo hranilne snovi.

## Mesojede rastline v Sloveniji
V Sloveniji so mesojede rastline uvrščene na seznam zavarovanih domorodnih rastlinskih vrst. Na Slovenskem rastejo naslednje vrste:
- Okroglolistna rosika (Drosera rotundifolia) raste na visokih barjih med šotnim mahom.
- Srednja rosika (Drosera intermedia) raste na malo manj kislih barjih.
- Dolgolistna rosika (Drosera anglica) raste ob izvirih, močvirjih.
- Drosera x obovata je naravni križanec med okroglolistno in dolgolistno rosiko.
- Alpska mastnica (Pinguicula alpina) raste od dolin do visokih gora na peščeni ali skalni podlagi, povsod mora biti prisotna stalna vlaga.
- Navadna mastnica (Pinguicula vulgaris) raste na šotnih barjih in na peščenih vlažnih tleh.
- Mala mešinka (Utricularia minor) raste na nizkih barjih povsod po Sloveniji razen na Primorskem.
- Navadna mešinka (Utricularia vulgaris) raste v stoječih vodah povsod po Sloveniji razen na Primorskem.
- Bremova mešinka (Utricularia bremii) je nekoč rasla na Ljubljanskem barju.
- Srednja mešinka (Utricularia intermedia) raste v stoječih vodah.
- Južna mešinka (Utricularia australis) raste v stoječih vodah.

## Galerija
- Aldrovanda vesiculosa
- Byblis liniflora
- Cephalotus follicularis
- Darlingtonia californica
- Dionaea muscipula B52 kulivar
- List Drosera capensis se ovija okrog plena
- Drosophyllum lusitanicum
- Heliamphora nutans v botaničnem vrtu
- Velikost vrčka Nepenthes rajah
- Sarracenia leucophylla
- Pinguicula vulgaris
- Utricularia australis